# El Negro Videla
Ángel Eduardo Videla (Córdoba, provincia de Córdoba, 10 de noviembre de 1950), conocido como El Negro Videla, es un cantante de cuarteto, que se hizo famoso por ser uno de los fundadores de la banda Chébere.
Es considerado uno de los transformadores del cuarteto con la inclusión de guitarras y mayor percusión, así como también por el impulso del cuarteto femenino en Córdoba, apoyando a artistas como Las Chichí y Magui Olave. También fue el primer productor de Los Caligaris y el responsable de llevar el cuarteto a las principales radios de Córdoba cuando este todavía era considerado música de clase baja.

## Biografía
Nació en el barrio Pueyrredón de la ciudad de Córdoba y de muy pequeño se mudó a barrio San Rafael. Estudió piano desde los 9 años en un conservatorio y después estudió Música en la Escuela de Bellas Artes (luego Facultad de Artes) de la Universidad Nacional de Córdoba. Cuando la Escuela dejó de existir como tal, en los años 70, por la intervención nacional, Videla abandonó los estudios formales.

## Carrera
El Negro Videla dio sus primeros pasos en la música con la banda de rock Piedra Pintada, que fundó en 1968. Años después, con algunos de los miembros de esta agrupación, fundó Chébere. Fue precursor del uso del pelo largo y el estilo informal en el cuarteto, influenciado por Los Beatles, Charly García y Lito Nebbia. Su amigo Beto Guillén lo invitó a la banda para ser tecladista y luego comenzó a cantar también.
Estuvo en la banda hasta 1990, cuando inició su carrera solista. Fue producido por Johnny Ventura, convirtiéndose en el primer músico de cuarteto en grabar en Estados Unidos. Con Uno Más obtuvo disco de oro y de platino y alcanzó el tercer puesto internacional de Billboard.

## Discografía

### Con Chébere
- 1974: Cuarteto Chebere
- 1976: Esto es Chébere Volumen 1
- 1977: Esto es Chebere Volumen 2
- 1978: ¡Éxito! Esto es Chebere Volumen 3
- 1978: Rompamos el contrato
- 1979: Por siempre
- 1980: Bailemos juntos
- 1981: Chebere Volumen 1 (A)
- 1982: Chebere Volumen 1 (B)
- 1982: Chebere Volumen 2
- 1983: Chebere Volumen 3
- 1983: Chébere Volumen 4
- 1984: Chebere Volumen 5
- 1984: Chébere Volumen 6
- 1985: Chebere Chebere Chebere - Volumen 7 (con Rubén Rada)
- 1985: Vestido blanco... corazón negro
- 1986: Chébere 12 años - Volumen 8
- 1986: Chébere 12 años - Volumen 9
- 1987: Chebere Volumen 10
- 1987: ChebereChebereChebere - Volumen 11
- 1988: Chebere Volumen 12
- 1988: Siempre cae bien
- 1989: Tengo esperanza
- 1989: 15 años
- 1989: 15 Grandes Éxitos

### Como solista
- 1990: Ahora que tengo tu cariño
- 1991: Nadie como tú
- 1991: Con el estilo de siempre
- 1992: Cómplices
- 1992: Ni tú ni ella
- 1993: Uno Más
- 1994: Viva la musica
- 1995: En Vivo en el Fantastico
- 1995: Nueva magia con el Grupo Sanzon
- 1995: Buenos Muchachos Vol. 1 (con El Rey Pelusa)
- 1996: Buenos Muchachos Vol. 2 (con El Rey Pelusa)
- 1998: El cañonazo
- 1998: Ritmo Chula
- 1999: La Banda 840 con Direccion Musical del Negro Videla - Baila Conmigo (con La 840)
- 2000: Seguiré...
- 2001: El negro Videla y el Turco Julio Juntos (con El Turco Julio)
- 2002: El original
- 2004: A mi amigo Tallarin
- 2011: Oh Oh Mami!
- 2011: En vivo en Julio Lopez San Pablo Tucumán
- 2012: En vivo en el rey del Domingo San Pablo Tucumán
- 2013: Lo que paso
- 2018: Vigencia